# Albert Deborgies
Albert Paul Deborgies (Tourcoing, 6 luglio 1902 – Charleville-Mézières, 6 giugno 1984) è stato un pallanuotista francese, vincitore di una medaglia d'oro all'olimpiade di Parigi 1924.